# Самсонов, Георгий Егорович
Гео́ргий Его́рович Самсо́нов (1918 — 1994) — советский дипломат. Чрезвычайный и полномочный посол. Участник Великой Отечественной войны.

## Биография
- В 1953—1954 годах — сотрудник центрального аппарата МИД СССР.
- В 1954—1957 годах — сотрудник посольства СССР в Корее.
- В 1957—1961 годах — сотрудник центрального аппарата МИД СССР.
- В 1961—1964 годах — советник посольства СССР в Таиланде.
- В 1964—1966 годах — на ответственной работе в центральном аппарате МИД СССР.
- В 1966—1970 годах — советник посольства СССР в Танзании.
- В 1970—1972 годах — на ответственной работе в центральном аппарате МИД СССР.
- В 1972—1974 годах — советник-посланник посольства СССР в Сомали.
- С 3 октября 1974 по 14 декабря 1978 года — чрезвычайный и полномочный посол СССР в Сомали[1].